# Euryobeidia yakushimensis
Euryobeidia yakushimensis är en fjärilsart som beskrevs av Inoue 1976. Euryobeidia yakushimensis ingår i släktet Euryobeidia och familjen mätare. Inga underarter finns listade i Catalogue of Life.